# 15 Sagittarii
15 Sagittarii, som är stjärnans Flamsteed-beteckning, är en dubbelstjärna, belägen i den norra delen av stjärnbilden Skytten. Den har en skenbar magnitud på 5,37 och är svagt synlig för blotta ögat där ljusföroreningar ej förekommer. Baserat på fotometrisk observation uppskattas den befinna sig på ett avstånd på ca 4 200 ljusår (ca 1 300 parsek) från solen. Den rör sig närmare solen med en heliocentrisk radialhastighet på ca -6 km/s.

## Egenskaper
Primärstjärnan 15 Sagittarii A är en blå till vit superjättestjärna av spektralklass O9.7 Iab Den har en massa som är ca 30 solmassor, en radie som är ca 30 solradier och utsänder från dess fotosfär ca 45 000 gånger mera energi än solen vid en effektiv temperatur av ca 28 000 K.
Chini et al. (2012) identifierade 15 Sagittarii som ett dubbelsidig spektroskopisk dubbelstjärna. Tillsammans med 16 Sagittarii (HD 167263) joniserar den ett HII-område längs den västra kanten av molekylmolnet L291. Washington Double Star Catalog listar fyra följeslagare inom en vinkelradie på två bågsekunder.